# SummerSlam (2002)
SummerSlam 2002 est le quinzième SummerSlam, pay-per-view de catch produit par la World Wrestling Entertainment. Il s'est déroulé le 25 août 2002 au Nassau Coliseum de Uniondale, New York. C'était le premier match de Shawn Michaels à la fédération depuis WrestleMania XIV. SummerSlam 2002 est aussi le premier SummerSlam 
depuis le changement de nom de la fédération en World Wrestling Entertainment.

## Tableau des résultats
| #                                       | Match                                                                       | Stipulation                                                  | Durée |
| --------------------------------------- | --------------------------------------------------------------------------- | ------------------------------------------------------------ | ----- |
| Dark                                    | Spike Dudley bat Steven Richards                                            | Match simple.                                                | 2:35  |
| 1                                       | Kurt Angle bat Rey Mysterio                                                 | Match simple.                                                | 9:20  |
| 2                                       | Ric Flair bat Chris Jericho                                                 | Match simple.                                                | 10:22 |
| 3                                       | Edge bat Eddie Guerrero                                                     | Match simple.                                                | 11:50 |
| 4                                       | The Un-Americans (Christian et Lance Storm) (c) battent Booker T et Goldust | Match par équipes pour le championnat par équipes de la WWE. | 9:37  |
| 5                                       | Rob Van Dam bat Chris Benoit (c)                                            | Match simple pour le championnat Intercontinental.           | 16:30 |
| 6                                       | The Undertaker bat Test                                                     | Match simple.                                                | 8:18  |
| 7                                       | Shawn Michaels bat Triple H                                                 | Unsanctionned Match.                                         | 27:50 |
| 8                                       | Brock Lesnar (avec Paul Heyman) bat The Rock                                | Match simple pour le championnat indisputé de la WWE.        | 15:50 |
| (c) désigne le(s) champion(s) en titre. |                                                                             |                                                              |       |